# Transtorno de personalidade orgânica
O transtorno de personalidade orgânica (TPO) não está incluído na grande variedade de grupos de transtornos de personalidade. Por esse motivo, os sintomas e os critérios diagnósticos do transtorno orgânico da personalidade são diferentes dos critérios diagnósticos dos transtornos mentais, no qual os transtornos de personalidade estão incluídos. De acordo com a Décima Revisão da Classificação Estatística Internacional de Doenças e Problemas Relacionados à Saúde CID-10, o transtorno orgânico da personalidade é definido como a mudança de personalidade, que pode ser causada por traumatismo cranioencefálico (TCE), o que significa que existem áreas cerebrais específicas de pacientes, que ficaram feridos após um acidente muito forte. Além disso, de acordo com a CID-10, o transtorno de personalidade orgânica está associado a uma "alteração significativa dos padrões habituais de comportamento pré-mórbido". Além disso, o transtorno de personalidade orgânico está associado a "mudanças de personalidade devido a uma condição médica geral". Existem influências cruciais nas emoções, impulsos e necessidades pessoais por causa desse transtorno. Assim, todas essas definições sobre o transtorno orgânico da personalidade apoiam que esse tipo de transtorno esteja associado a mudanças na personalidade e no comportamento.

## Causas
O transtorno orgânico da personalidade está incluído num amplo grupo de transtornos de personalidade e comportamentais. Este distúrbio da saúde mental pode ser causado por doenças, danos cerebrais ou disfunções em áreas específicas do lobo frontal no cérebro. A razão mais comum para essa mudança profunda na personalidade é o traumatismo cranioencefálico (TCE). Crianças, cujas áreas cerebrais foram lesionadas ou danificadas, podem apresentar o transtorno de déficit de atenção e hiperatividade (TDAH), o transtorno desafiador de oposição (TDO) ou transtorno de personalidade orgânica. Além disso, esse distúrbio é caracterizado como "síndrome do lobo frontal". Esse nome característico mostra que o transtorno orgânico da personalidade geralmente pode ser causado por lesões em três áreas cerebrais do lobo frontal. Especificamente, os sintomas do transtorno orgânico da personalidade também podem ser causados por lesões cerebrais traumáticas no córtex orbitofrontal, córtex cingulado anterior e córtex pré-frontal dorsolateral. É importante mencionar que o transtorno de personalidade orgânica também pode ser causado por lesões noutras áreas cerebrais circunscritas.

## Diagnóstico e sintomas
A CID-10 inclui uma diretriz diagnóstica para o amplo grupo de transtornos de personalidade e comportamentais. No entanto, todos os transtornos têm os seus próprios critérios diagnósticos. No caso do transtorno de personalidade orgânico, o paciente deve apresentar pelo menos três dos seguintes critérios diagnósticos por um período de seis ou mais meses. O transtorno orgânico da personalidade está associado a uma grande variedade de sintomas, como déficits na função cognitiva, comportamentos disfuncionais, psicose, neurose, alterações emocionais, alterações na função de expressão e irritabilidade. Pacientes com transtorno de personalidade orgânica podem apresentar labilidade emocional, o que significa que as suas expressões emocionais são instáveis e flutuantes. Além disso, os pacientes apresentam uma redução na capacidade de perseverança com os seus objetivos e expressam comportamentos desinibidos, os quais se caracterizam por ações sexuais e anti-sociais inadequadas. Por exemplo, os pacientes podem apresentar comportamentos dissociais, como roubar. Além disso, de acordo com a diretriz diagnóstica da CID-10, os pacientes podem sofrer distúrbios cognitivos e apresentar sinais de desconfiança e ideação paranóide. Além disso, os pacientes podem apresentar alteração no processo de produção da linguagem, o que significa que há mudanças no ritmo e no fluxo da linguagem. Os pacientes também podem apresentar alterações na sua orientação sexual e sintomas de hipossexualidade.
Outra característica comum da personalidade de pacientes com transtorno orgânico da personalidade é o seu comportamento disfuncional e desadaptativo que causa sérios problemas nesses pacientes, pois enfrentam problemas para perseguir e atingir os seus objetivos. É importante mencionar que os pacientes com transtorno orgânico da personalidade expressam sentimentos de satisfação e euforia irracionais. Para além disso, os pacientes às vezes apresentam comportamentos agressivos e essas disfunções graves no seu comportamento podem ter efeitos na sua vida e no relacionamento com as outras pessoas. Especificamente, os pacientes mostram sinais intensos de raiva e agressão devido à sua incapacidade de controlar os seus impulsos. O tipo de agressão é denominada de "agressão impulsiva". É importante mencionar que o padrão do transtorno orgânico da personalidade apresenta algumas semelhanças com o padrão da epilepsia do lobo temporal (ELT). Especificamente os pacientes que sofrem deste tipo de distúrbio crónico da epilepsia, expressam comportamentos agressivos, da mesma forma que acontece com os pacientes com transtorno orgânico da personalidade. Outro sintoma semelhante entre a epilepsia do lobo temporal e o transtorno orgânico da personalidade são as crises epilépticas. O sintoma de crise epiléptica tem influência na personalidade dos pacientes, o que significa que causa alterações comportamentais". A epilepsia do lobo temporal (ELT) está associada à hiperexcitabilidade do lobo temporal medial (LTM) dos pacientes. Por fim, os pacientes com transtorno de personalidade orgânica podem apresentar sintomas semelhantes aos pacientes que sofrem da doença de Huntington. Os sintomas de apatia e irritabilidade são comuns entre esses dois grupos de pacientes.

## Tratamento
Como já foi mencionado, os pacientes com transtorno de personalidade orgânica apresentam uma grande variedade de alterações e disfunções comportamentais repentinas. Não há muitas informações sobre o tratamento desse transtorno mental. A abordagem farmacológica é a terapia mais comum entre pacientes com este transtorno. No entanto, a escolha da terapia medicamentosa depende da gravidade da situação do paciente e dos sintomas apresentados. A escolha e administração de medicamentos específicos contribuem para a redução dos sintomas. Por isso, é fundamental que o tratamento dos pacientes seja avaliado por psicólogos clínicos e psiquiatras antes da administração dos medicamentos.
As disfunções na expressão do comportamento de pacientes com transtorno orgânico da personalidade, como o desenvolvimento dos sintomas de irritabilidade, que são causados por comportamentos agressivos e autolesivos, podem ser tratadas com a administração de carbamazepina. Os sintomas deste distúrbio podem ser reduzidos pela administração de ácido valpróico. Além disso, a irritabilidade emocional e os sinais de depressão podem ser tratados com o uso de nortriptilina e tioridazina em baixas doses. Exceto pelos sintomas de irritabilidade, os pacientes expressam comportamentos agressivos. No início da terapia medicamentosa para o tratamento eficaz da raiva e da agressão, os medicamentos carbamazepina, fenobarbital, benztropina e haloperidol podem ser administrados para reduzir os sintomas de pacientes com transtorno orgânico de personalidade. O uso de propranolol pode também diminuir os frequentes ataques de raiva.
Finalmente, é importante que os pacientes participem de psicoterapia durante a terapia medicamentosa. Dessa forma, muitos dos efeitos adversos dos medicamentos, tanto fisiológicos quanto comportamentais, podem ser atenuados ou totalmente evitados. Os médicos podem fornecer apoio útil aos pacientes durante essas sessões de psicoterapia. Assim, a combinação da terapia medicamentosa com a psicoterapia pode levar à redução dos sintomas deste transtorno e à melhora da situação dos pacientes.